# Premi Lleopard de les Neus
El premi Lleopard de les Neus (en rus: Снежный барс) és un premi d'alpinisme d'origen soviètic reconegut actualment per la Comunitat d'Estats Independents. Per rebre aquest premi, un escalador ha de pujar els cinc cims de l'antiga Unió Soviètica amb una altitud superior a 7,000 m.
Són més de 600 escaladors, entre ells 31 dones, que han rebut aquest guardó entre el 1961 i el 2012.

## Cims

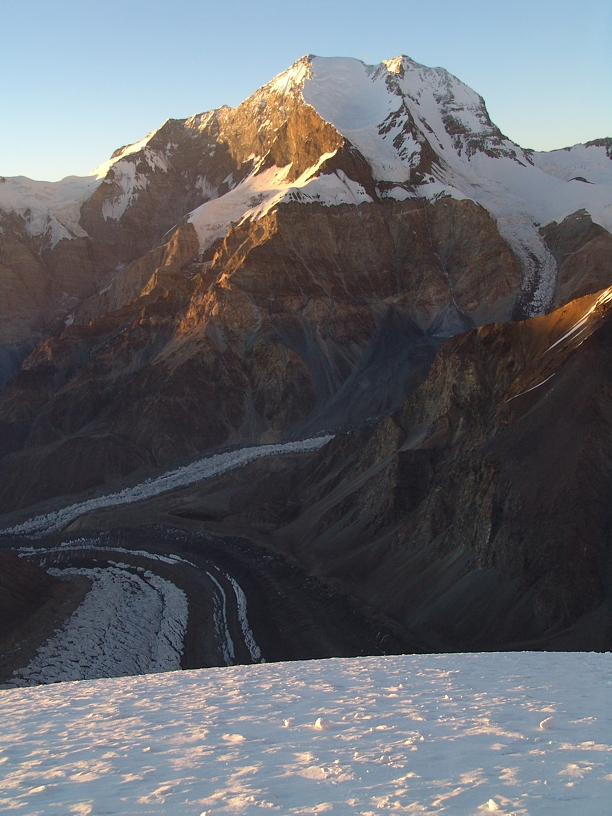
Pic Korjenévskaia

Els cims del Lleopard de les Neus són:
1. Pic Ismail Samani 24,590 peus (7,500 m)
2. Jengish Chokusu 24,406 peus (7,439 m)
3. Pic Lenin 23,406 peus (7,134 m)
4. Pic Korjenévskaia 23,310 peus (7,100 m)
5. Khan Tengri 22,999 peus (7,010 m)

A les muntanyes del Pamir al Tadjikistan hi ha tres cims del Lleopard de les Neus: el Pic Ismail Samani, el Pic Korjenévskaia i el Pic Lenin a la frontera entre Kirguizstan i Tadjikistan. 
Al Tian Shan n'hi ha dos: el Jengish Chokusu al Kirguizstan, que fa frontera amb la Xina, i el Khan Tengri a la frontera entre el Kirguizstan i Kazakhstan. L'elevació geològica de Khan Tengri és de 6,995 metres (22,949 ft), però el seu casquet glacial s'eleva a 7,010 metres (23,000 ft).

## Rècords
- Boris Korshunov: nou cops Lleopard de les Neus entre 1981 i 2004, i últim premi als 69 anys.
- Andrzej Bargiel: les cinc ascensions en 29 dies 17 hores i 5 minuts (temps comptat des de la sortida del camp base avançat sota el Pic Lenin, 15 de juliol de 2016.